# 존 슈나이더
존 슈나이더(John Schneider, 1960년 4월 8일 ~ )는 미국의 배우 및 가수이다.

## 출연작품
- 듀크스 오브 하자드 (The Dukes of Hazzard)
- 스몰빌 (Smallville, 한국어 성우:박일)
- 닥터 퀸 (Dr. Quinn)
- 메디슨 우먼 (Medicine Woman)
- 디아그노시스 머더 (Diagnosis Murder)
- 터치드 바이 언 엔젤 (Touched by an Angel)
- 제이에이지 (JAG)
- 워커 텍사스 레인저 (Walker, Texas Ranger)
- 뒤죽박죽 고향방문 (The Dukes Of Hazzard: Reunion!)
- 대지진 10.5(한국어 성우:이정구)